# Лісові масиви Каменского
Кам'янський лісовий масив  — ландшафтний заказник місцевого значення. Об'єкт розташований на території Кам'янсько-Дніпровського району Запорізької області, ДП «Кам'янсько-Дніпровське лісове господарство», Кам'янське лісництво, квартали № 3 (103 га), №4 (54 га), №5 (82 га).
Площа — 239 га, статус отриманий у 1998 році.